# Women's British Open 2011

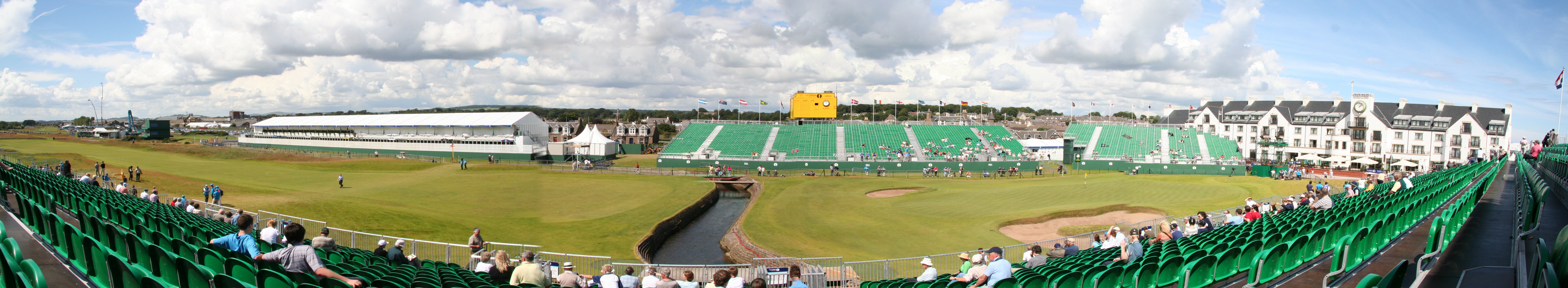
Hole 18

De 36e editie van het Women's British Open heet officieel het Ricoh Women's British Open en wordt op de Carnoustie Golf Club gespeeld van 28 - 31 juli. Het is de elfde keer dat het toernooi als Major meetelt voor de Amerikaanse Ladies Tour (LPGA). Het prijzengeld in 2011 is US$ 2.500.000 (€ 1.875.000)
Winnares van 2010 was Yani Tseng uit Taiwan. Zij won met een score van -11.

## Verslag
De par is 72.
Ronde 1 en 2

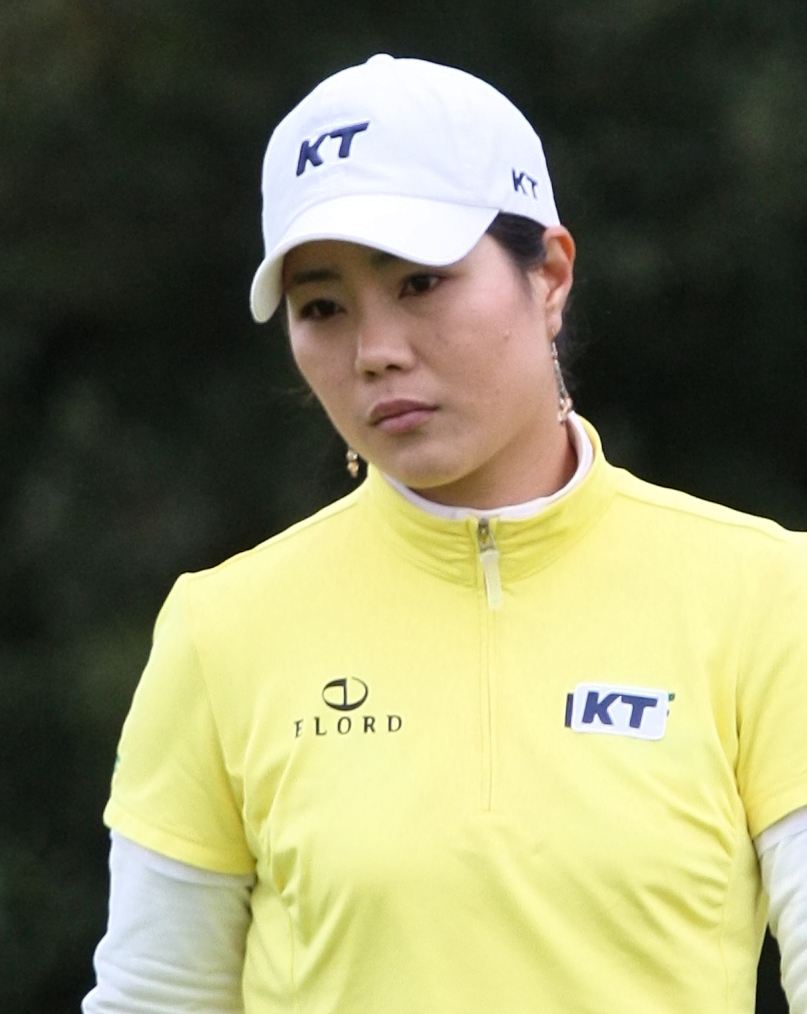
Meena Lee, leider ronde 1

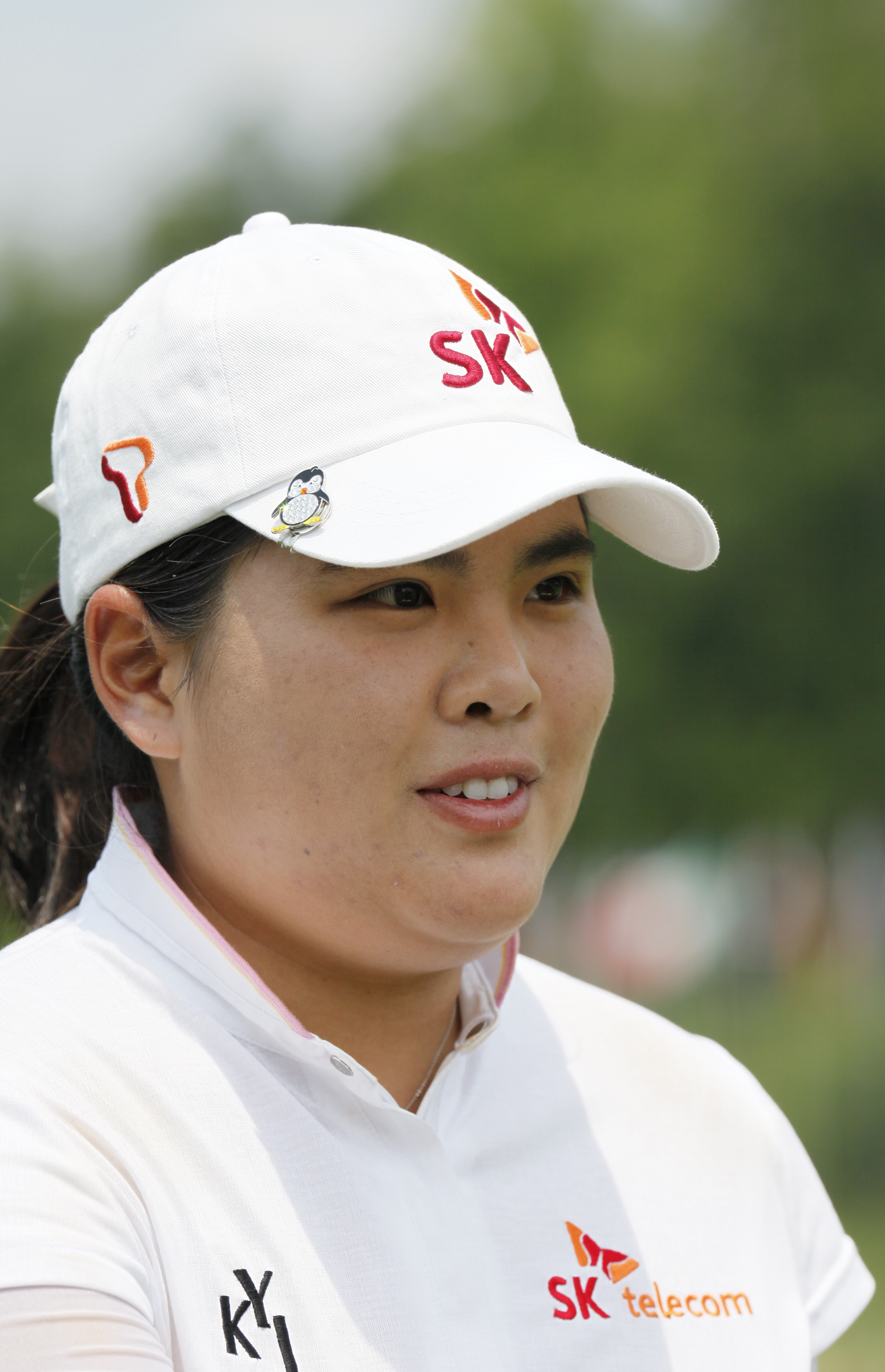
In-Bee Park, leider ronde 2

De Koreaanse Meena Lee bofte met een vroege starttijd want toen was het nog mooi weer. Latere speelsters hadden te kampen met harde zeewind en regen. Meena Lee had ook geluk toen haar bal met de tweede slag over de beruchte Barry Burn sprong en op de green terechtkwam. Ze had 65 slagen voor de eerste ronde nodig en ging daarmee aan de leiding.
 Dewi-Claire Schreefel kwam met 70 op de 15de plaats die ze met veertien dames deelt. Christel Boeljon maakte een ronde van 76.
Meena Lee's landgenote In-Bee Park heeft voorlopig de leiding overgenomen met een ronde van 64. 
 Schreefel heeft een mooie score van 66 binnengebraht en is gestegen naar de 2de plaats, die ze deelt met Se Ri Pak, die ook 64 maakte. Boeljon maakte een ronde van 69 en steeg naar de 62ste plaats, waarmee ze zich net voor de volgende ronde kwalificeert.
De Duitse Caroline Masson ging aan de leiding, maar Se Ri Pak en Meena Lee zitten haar op de hielen. 
- Score na Ronde 1 en 2.

Ronde 3
Hoewel Christel Boeljon +1 binnenbracht is ze toch wat gestegen op de ranglijst. Dewi Claire Schreefel stond na negen holes op +3, maar ze eindigde op 74 en een gedeeld 9de plaats, negen slagen achter de leider maar nog in de top-10. 

Yani Tseng uit Taipe staat op de 2de plaats en Catriona Matthew klom op naar de 3de plaats. Meena Lee, die na ronde 1 aan de leiding stond, is de eerste speelster die deze week 80 scoort.
Ronde 4
Yani Tseng won opnieuw het Brits Open, ditmaal met een score van -16. Ze bevestigde hiermee dat zij terecht nummer 1 van de Rolex Ranking is. Caroline Masson eindigde op een mooie tweede plaats. Katie Futcher was de derde speelster die deze week een ronde van -8 maakte. 
| Naam                  | R1 | Score | Nr   | R2 | Score | Totaal | Nr  | R3 | Score | Totaal | Nr  | R4 | Score | Totaal | Nr  |
| --------------------- | -- | ----- | ---- | -- | ----- | ------ | --- | -- | ----- | ------ | --- | -- | ----- | ------ | --- |
| Yani Tseng            | 71 | -1    | T30  | 66 | -6    | -7     | 7   | 66 | -6    | -13    | 2   | 69 | -3    | -16    | 1   |
| Caroline Masson       | 68 | -4    | T3   | 65 | -7    | -11    | 1   | 68 | -4    | -15    | 1   | 78 | +6    | -9     | T5  |
| Catriona Matthew      | 70 | -2    | T20  | 69 | -3    | -5     | T12 | 68 | -4    | -9     | T3  | 72 | par   | -0     | T5  |
| Inbee Park            | 70 | -2    | T20  | 64 | -8    | -10    | T2  | 73 | +1    | -9     | T3  | 73 | +1    | -8     | T7  |
| Na Yeon Choi          | 69 | -3    | T7   | 67 | -5    | -8     | T4  | 72 | par   | -8     | 5   | 72 | par   | -8     | T7  |
| Se Ri Pak             | 72 | par   | T48  | 64 | -8    | -8     | T4  | 73 | +1    | -7     | T6  | 74 | +2    | -5     | T14 |
| Dewi-Claire Schreefel | 70 | -2    | T20  | 66 | -6    | -8     | T4  | 74 | +2    | -6     | T9  | 71 | -1    | -7     | T11 |
| Meena Lee             | 65 | -7    | 1    | 69 | -3    | -10    | T2  | 80 | +8    | -2     | T28 | 74 | +2    | par    | T37 |
| Christel Boeljon      | 76 | +4    | T108 | 69 | -3    | +1     | T62 | 73 | +1    | +2     | T56 | 73 | +1    | +3     | T60 |

| Leider |  | Toernooirecord |  | MC = missed cut = cut gemist |

## De speelsters
| - Caroline Afonso - Shi H Ahn - Sun Ju Ahn - Kyeong Bae - Minea C Blomqvist - Amanda Blumenherst - Christel W Boeljon - Danah Bordner - Heather Bowie Young - Rebecca D Brewerton - Anne-Lise Caudal - Isabella Cavalleri - Connie Chen - Chella Choi - Na Yeon Choi - Paula Creamer - Stefania Croce - Laura J Davies - Moira Dunn - Shanshan Feng - Meaghan Francella - Yuri Fudoh - Katie Futcher - Sandra Gal - Sophie Giquel-Bettan - Julieta Granada - Nathalie Gulbis - Sophie Gustafson - Nicole Hage - Hee W Han - Mina Harigae - Caroline Hedwall | - Maria A Hjorth - Katherine Hull - Amy Hung - M. J. Hur - Pat Hurst - Vicky Hurst - Juli Inkster - Rachel Jennings - Eun H Ji - Tiffany Joh - Jennifer Johnson - Malene Jorgensen - Zuzana Kamasova - Lorie Kane - Haeji Kang - Jimin Kang - Stacey Keating - Sarah Kemp - Cristie Kerr - Christina Kim - In Kyung Kim - Mi H Kim - Mindy Kim - Song-Hee Kim - Yoo Kyeong Kim - Carin Koch - Candie Kung - Cindy Lacrosse - Virginie Lagoutte - Brittany Lang - Jee Y Lee - Meena Lee | - Seon Hwa Lee - Stacy Lewis - Brittany Lincicome - Diana Luna - Karen M Lunn - Paige Mackenzie - Caroline Masson - Kiran Matharu - Catriona I Matthew - Kristy McPherson - Ai Miyazato - Mika Miyazato - Hiromi Mogi - Anja Monke - Janice C Moodie - Becky Morgan - Belen Mozo - Azahara Munoz - Gwladys Nocera - Anna Nordqvist - Lee-Anne Pace - Jin Young Pak - Se Ri Pak - Hee Y Park - In-Bee Park - Jane Park - Florentyna Parker - Suzann Pettersen - Pornanong Phatlum - Gerina Piller - Stacy Prammanasudh - Morgan Pressel | - Reilley Rankin - Beatriz Recari - Michele Redman - Melissa R Reid - Miki Saiki - Hee-Kyung Seo - Alena Sharp - Stephanie Sherlock - Jiyai Shin - Ashleigh Simon - Georgina L Simpson - Kristie L Smith - Sarah Smith - Aree Song - Jennifer Song - Angela Stanford - Sherri Steinhauer - Karen L Stupples - Yani Tseng - Momoko Ueda - Wendy Ward - Karrie A Webb - Linda M Wessberg - Michelle Wie - Lindsey Wright - Amy Yang - Sakura Yokomine - Sun Y Yoo Amateurs - Lauren Taylor - Sophie Popov - Pamela Pretswell |